# Anisotes formosissimus
Anisotes formosissimus là một loài thực vật có hoa trong họ Ô rô. Loài này được (Klotzsch) Milne-Redh. mô tả khoa học đầu tiên năm 1954.